# Горгольоне
Горгольйоне (итал. Gorgoglione) — коммуна в Италии, располагается в регионе Базиликата, в провинции Матера.
Население составляет 1087 человек (2008 г.), плотность населения составляет 35 чел./км². Занимает площадь 34 км². Почтовый индекс — 75010. Телефонный код — 0835.
Покровителем населённого пункта считается святой Антоний.

## Демография
Динамика населения:

## Администрация коммуны
- Официальный сайт: http://www.comune.gorgoglione.mt.it/